# Каблешково (област Добрич)
Вижте пояснителната страница за други значения на Каблешково.
Каблешково е село в Североизточна България. То се намира в община Тервел, област Добрич.

## Население
Преброяване на населението през 2011 г.
Численост и дял на етническите групи според преброяването на населението през 2011 г.:
|                     | Численост | Дял (в %) |
| Общо                | 581       | 100,00    |
| Българи             | 48        | 8,26      |
| Турци               | 156       | 26,85     |
| Цигани              | 254       | 43,71     |
| Други               | 0         | 0,00      |
| Не се самоопределят | 0         | 0,00      |
| Неотговорили        | 121       | 20,82     |

## Редовни събития
24.05 – сбор на с. Каблешково.